# Eisteddfa Gurig
Eisteddfa Gurig är ett bergspass i Storbritannien.   Det ligger i kommunen Ceredigion och riksdelen Wales, i den södra delen av landet, 270 km väster om huvudstaden London. Eisteddfa Gurig ligger 430 meter över havet.
Terrängen runt Eisteddfa Gurig är lite kuperad. Runt Eisteddfa Gurig är det ganska glesbefolkat, med 45 invånare per kvadratkilometer. Närmaste större samhälle är Penparcau, 20,0 km väster om Eisteddfa Gurig. I omgivningarna runt Eisteddfa Gurig växer i huvudsak blandskog.